# مختبر MIT لأنظمة المعلومات واتخاذ القرار
مختبر أنظمة المعلومات واتخاذ القرار في معهد ماساتشوستس للتكنولوجيا ويعرف اختصاراً بـ (LIDS)، وهو مختبر معروف عالميًا ومخصص للبحوث متعددة التخصصات والمجالات.

## التاريخ
جرى العمل في مختبر أنظمة المعلومات واتخاذ القرار في أعقاب الحرب العالمية الثانية، وهو يتبع لمعهد ماساتشوستس للتكنولوجيا الشهير.

## شخصيات بارزة
استضاف مختبر أنظمة المعلومات واتخاذ القرار العديد من الشخصيات البارزة على مر السنين، أبرزها:
- كلود شانون.
- ديف فورني.

### أعضاء
- منذر دحلة.[1]